# رافاييل ريبيرو (لاعب كرة قدم)
رافاييل ريبيرو (بالبرتغالية: Rafael Ribeiro‏) هو لاعب كرة قدم برازيلي في مركز قلب الدفاع، ولد في 18 يناير 1996 في ريو دي جانيرو في البرازيل. لعب مع نادي فلومينينسي.

## وصلات خارجية
- رافاييل ريبيرو (لاعب كرة قدم) على موقع قاعدة بيانات كرة القدم.إي يو (الإنجليزية)
- رافاييل ريبيرو (لاعب كرة قدم) على موقع Soccerway.com (الإنجليزية)